# Sigmarszell
Sigmarszell là một đô thị thuộc huyện Lindau trong bang Bayern nước Đức. Đô thị Sigmarszell có diện tích 16,01 km², dân số thời điểm ngày 31 tháng 12 năm 2006 là 2789 người.